# Parc provincial Asessippi
Le parc provincial Asessippi (anglais : Asessippi Provincial Park est un parc provincial du Manitoba (Canada) situé à Shellmouth-Boulton. Le parc comprend la station de ski Asessippi Ski Area (en), la plus grande de la province.